# 랜드스케이프 어바니즘
랜드스케이프 어바니즘(영어: Landscape Urbanism)은 도시설계 이론의 일종으로, 도시가 건물이나 사물의 배치가 아닌, 다양한 관계 속에서 형성된, 생태학적 복합성을 지닌 수평적 대지 위에서 벌어지는 상황을 기반으로 구성된다는 시각을 담고 있다. 인프라스트럭쳐럴 어바니즘이나 생태학적 어바니즘의 경우와 마찬가지로 미학적 기능을 논하며 체계에 기반한 사고 및 디자인 전략을 이용한다. ‘랜드스케이프 어바니즘’이라는 문구는 1990년대 후반 처음 등장하였다. 이후 ‘랜드스케이프 어바니즘’은 서로 다른 용례로 수없이 인용되었다. 가장 대표적인 예시로, ‘실패한’ 뉴어버니즘에 저항하는 포스트모더니즘 혹은 포스트포스트모더니즘적 해답과 관련하여 언급되는 사례가 있다. 이는 21세기에 인류가 경험하는 도시 문제를 기존의 건축물중심적 사고에서 탈피하여 조경학적 관점으로 접근•해결하려는 시도로 풀이될 수 있다.
1990년대 후반 ‘랜드스케이프 어바니즘’ 개념은 미국의 조경가들에 의해, 디트로이트로 대표되는 쇠락한 공업도시의 재구축을 논하며 빈번히 사용되었다. 그러다 2000년대 유럽 건축계에서 야외 공간과 주거 및 대형 인프라스트럭처를 엮어내는 고도로 유연한 방법을 지칭하며 사용되었다. 2000년대 후반부터는 올림픽 공원처럼 상업화되고 개발 과정에서 여러 단계로 나뉜 도심 공원과 연관지어 사용되기 시작했다. 현시대 미국에서, 랜드스케이프 어바니즘 전략은 수변 공간 재생 프로젝트, 미분양 문제 해결, 도시 농업, 친환경 인프라스트럭처 등의 분야에서 광범위하게 사용된다. 최근 연관된 이론과 함께 기후변화를 향한 경각심에 힘입어 새롭게 주목받고 있다.

## 역사

### 한국의 랜드스케이프 어바니즘
일반적으로 영어 단어를 그대로 옮긴 ‘랜드스케이프 어바니즘’으로 번역된다. 2003년 서울숲 설계 공모의 사례에서 확인할 수 있듯이 2000년대 이후 한국 조경계에서 해당 개념은 “실시간으로 수입되고 급속도로 유통”되었으나 실천적 의미를 획득하지 못하고 표면적인 답습에 머무른다는 비판을 받기도 한다. 제3회 대한민국 환경조경대전의 취지문은 랜드스케이프 어바니즘 이론이 한국에서 영향력을 획득해가는 상황을 대변한다.
20세기를 겪으며 도시는 급격한 변화를 경험했다. (중략) 보다 유연하고 탄력적인 도시 구조와 공간을 요구하고 있다. 21세기의 도시 재생은 더 이상 오브제 건축으로도, 규제 위주의 도시계획으로도, 녹색 장식의 조경으로도 가능하지 않을 전망이다. 도시의 문화적 재생과 경제적 활성화는 관련 전문분야의 긴밀한 협력과 새로운 설계 지식을 필요로 한다. 이러한 과정에서 조경은 도시의 다양성과 복잡성을 조절하고 도시 재생에 역동적 에너지를 공급할 수 있는 기회를 얻고 있다. (중략) 랜드스케이프 어바니즘이라는 대안적 설계 태도가 급물살을 타고 있다. ‘조경이 만드는 도시’가 필요한 시대다.

청계천 복원 사업, 서울숲 설계 공모 등의 프로젝트에서 랜드스케이프 어바니즘을 적용하려는 시도가 엿보였고 이후 행정중심복합도시와 마곡 워터프론트, 광교 호수공원 등 다수의 신도시 공원 설계공모에서 유사한 흐름이 관찰되었다고 보는 시각이 존재한다.

## 주요 개념
에세이 《테라 플럭서스》의 저자 제임스 코너는 랜드스케이프 어바니즘에서 중요하게 사용되는 네 가지 주요 개념을 설명했다. 이는 다음과 같다.
1. 시간이 걸리는 과정: 유기체 혹은 어떠한 환경이라도 변화한다는 성질, 그리고 시간이 지나면서 영향을 미치는 과정에 대한 이해를 말한다. 자연적 과정에 대한 존중, 다시 말해 우리의 삶이 주변 환경에 얽혀있으며, 따라서 우리는 도시 환경을 조성할 때 이를 고려해야한다는 것이다. 랜드스케이프 어바니즘은 작동하는 시간의 표면을 다룬다. (랜드스케이프 어바니즘은) 변화와 열린 가능성, 그리고 협상에 친화적인 도시학 이론이다.
2. 수평성: 경관 조성에 있어서 수직적 구조물에 의존하기보다 수평적 배열을 사용하는 것.
3. 작업의 방법론과 기술: 랜드스케이프 어바니즘이라는 이론을 실천하는 이는 가지고 있는 기술을 자신을 둘러싼 환경에 적용할 수 있어야 한다.
4. 상상: 20세기 도시설계의 실패는 상상력의 빈곤과 그에 따른 새로운 관계와 가능성의 제한을 초래했다고 해석된다.[3]

## 특징
영국의 조경가 톰 터너는 그의 저서에서 랜드스케이프 어바니즘을 열가지 특징으로 요약했다.
1. 광범위한 스케일의 맥락: 랜드스케이프 어바니즘은 특정한 스케일에 국한되지 않는다. 소규모•대규모 프로젝트 모두에서 고려될 수 있다.
2. 경관(Landscape)이라는 맥락에는 건축과 건축공학이 포함된다.
3. 경관은 구성 요소를 연결짓는 세번째 팔과 같은 존재로 간주된다. 모센 모스타파비가 말한 것과 같다.
4. 랜드스케이프 어바니즘 프로젝트는 사회적 교류를 촉진하는 기회를 제공할 수 있다. 에밀리 탤런은 이와 관련해 “탈구조주의, 생태학, 그리고 마르크스주의가 만나는 이론적 연합을 구성”한다고 언급한 바 있다.
5. 기능은 랜드스케이프 어바니즘이 다루는 가장 눈에 띄는 지점이며, 프로젝트에서 겉으로 드러나는 부분에 적은 중요도를 부여한다.
6. 랜드스케이프 어바니즘은 경관이 가진 기회와 가능성을 탐색한다.
7. 랜드스케이프 어바니즘 프로젝트에서는 인프라스트럭처가 강조된다.
8. 자연적 시스템과 인공적 시스템 사이의 관계를 발전시킬 것이다.
9. 도시와 경관의 경계를 무너뜨리며 둘을 하나로 통합시킬 것이다.
10. 복잡하거나 생태학적 고찰을 가진 프로젝트의 해답, 그것이 랜드스케이프 어바니즘이다.

## 프로젝트
아래 제시된 프로젝트는 랜드스케이프 어바니즘 이론이 어떻게 실천되는지 이해하는데 도움을 줄 것이다.
- 로테르담 시에터 광장, 웨스트8•아드리안 회저
- 서울로 7017, MVRDV•비니 마스
- 토론토 다운스뷰 공원 공모전의 모든 최종 후보작

- 프레시 킬스 매립지 개발안, 필드 오퍼레이션스•제임스 코너
- 하이 라인, 필드 오퍼레이션스•제임스 코너

## 같이 보기
- 조경
- 도시설계
- 도시계획
- 경관

## 인용

### 참고 문헌
왈드하임, 찰스 (2018). 《경관이 만드는 도시: 랜드스케이프 어바니즘의 이론과 실천》. 한숲. ISBN 9791187511151.